# Championnat du Gabon de football 1990
Navigation
Saison précédente Saison suivante
La saison 1990 du Championnat du Gabon de football est la quatorzième édition du championnat de première division gabonaise, le Championnat National. Il se déroule sous la forme d’une poule unique avec onze formations, qui s’affrontent à deux reprises, à domicile et à l’extérieur.
C'est la JAC Port-Gentil qui remporte le championnat cette saison, après avoir terminé en tête du classement final, avec deux points d’avance sur Delta FC. C'est le tout premier titre de champion du Gabon de l'histoire du club.
Pour une raison indéterminée, le Vautour Club Mangoungou ne prend pas part au championnat cette saison. Par conséquent, il n’y a aucun club relégué mais aussi aucun club promu de deuxième division à l’issue de la saison.

## Les clubs participants
| - USM Libreville - ASMO Libreville - AS Sogara - JAC Port-Gentil - AS Douanes Libreville - Promu de D2 | - Locomotive FC - Shellsport FC - Petrosport FC - Delta FC - Cercle Sportif Batavéa - AS Mangasport |

## Compétition

### Classement
| Rang | Équipe                 | Pts | J  | G  | N  | P  | Bp | Bc | Diff |
| ---- | ---------------------- | --- | -- | -- | -- | -- | -- | -- | ---- |
| 1    | JAC Port-Gentil        | 30  | 20 | 13 | 4  | 3  |    |    |      |
| 2    | Delta FC               | 28  | 20 | 12 | 4  | 4  |    |    |      |
| 3    | Cercle Sportif Batavéa | 26  | 20 | 10 | 6  | 4  |    |    |      |
| 4    | Shellsport FCC         | 26  | 20 | 8  | 10 | 2  |    |    |      |
| 5    | AS SogaraT             | 21  | 20 | 6  | 9  | 5  |    |    |      |
| 6    | Petrosport FC          | 20  | 20 | 8  | 4  | 8  |    |    |      |
| 7    | ASMO Libreville        | 18  | 20 | 7  | 4  | 9  |    |    |      |
| 8    | USM Libreville         | 17  | 20 | 5  | 7  | 8  |    |    |      |
| 9    | AS Mangasport          | 15  | 20 | 5  | 5  | 10 |    |    |      |
| 10   | AS Douanes LibrevilleP | 10  | 20 | 4  | 2  | 14 |    |    |      |
| 11   | Locomotive FC          | 9   | 20 | 4  | 1  | 15 |    |    |      |

|  | Qualification pour la Coupe des clubs champions africains 1991         |
|  | Qualification pour la Coupe des Coupes 1991                            |
|  | T : Tenant du titre C : Vainqueur de la Coupe du Gabon P : Promu de D2 |

## Bilan de la saison
| Championnat du Gabon de football 1990                             |                             |
| Champion                                                          | JAC Port-Gentil (1er titre) |
| Coupes et trophées                                                |                             |
| Vainqueur de la Coupe du Gabon 1990                               | Shellsport FC               |
| Qualifications continentales                                      |                             |
| Coupe d'Afrique des clubs champions 1991                          | JAC Port-Gentil             |
| Coupe des Coupes 1991                                             | Shellsport FC               |
| Promotions et relégations                                         |                             |
| Promus en Championnat National                                    | Aucun                       |
| Relégués en Championnat du Gabon de football de deuxième division | Aucun                       |